# Cepora bathseba
Cepora bathseba is een vlinder uit de onderfamilie Pierinae van de familie van de witjes (Pieridae).
De wetenschappelijke naam van de soort werd in 1902 gepubliceerd door Pieter Snellen.